# This Ole House
'This Ole House' er en sang skrevet af Stuart Hamblen 1954. I 1964 skrev Olle Adolphson om det til "Trettifyran" som en protestsang mod nedrivningsrasiet, der fandt sted i Sverige i 1950'erne og 1960'erne. Det blev et stort hit, da Per Myrberg sang sin version af den, og den var på Svensktoppen i 39 uger mellem 1964 og 1965.

## Eddie Meduza
Eddie Meduza har spillet in den og sangen kan findes på singlen "Jag Vill Ha En Volvo" og albummet Gasen I Botten fra 1981.
Errol Norstedt havde højst sandsynligt hørt Shakin' Stevens mere rockpåvirkede version af "This Ole House" og optog det derefter selv med Olle Adolpsons tekst.

## Her I Vores Hus
Der findes en dansk version af "This Ole House" ved navn "I Vores Hus" skriven af Arvid Müller.